# Christian Lohse
Christian Lohse (* 5. Mai 1967 in Bad Oeynhausen) ist ein deutscher Koch, der auf der Grundlage der klassischen französischen Küche kocht.

## Leben
Lohse besuchte das Immanuel-Kant-Gymnasium Bad Oeynhausen und absolvierte nach dem Abitur eine Ausbildung zum Koch in Frankreich. Sein erster Lehrherr war Jean-Pierre Billoux in Dijon. Danach arbeitete er ab 1989 im Restaurant Guy Savoy bei Guy Savoy in Paris, 1990 bei Charles Barrier in Tours und von 1991 bis 1992 im The Dorchester in London. Dort engagierte ihn der Sultan von Brunei als Privatkoch.
1994 öffnete er sein eigenes Restaurant Die Windmühle in seinem Heimatort Lohe, einem Stadtteil von Bad Oeynhausen. Es wurde mit zwei Michelin-Sternen und 18 Punkten im Gault-Millau ausgezeichnet. Das Restaurant war 2003 insolvent. Von 2003 bis 2004 war er Küchenchef im Regent Schlosshotel, später Schlosshotel im Grunewald (ab Herbst 2003 mit einem Michelin-Stern).
Lohse war von 2004 bis Ende 2017 Küchenchef im Restaurant des  Hotels Regent Berlin am Berliner Gendarmenmarkt. Am Anfang arbeitete er eng mit Yves Mattagne zusammen. Seit 2008 war das von ihm geführte Restaurant Fischers Fritz mit zwei Michelin-Sternen ausgezeichnet. Von 2007 bis 2011 kreierte er das Menü für das Berliner Palazzo von Hans-Peter Wodarz. Er war auch für das Show-Palace-Catering im Friedrichstadt-Palast tätig. Ende 2017 verließ Lohse das Restaurant Fischers Fritz.

## Fernsehen
2013 und 2014 war er Gastjuror in der Sat.1-Koch-Castingshow The Taste. 2015 stand er gemeinsam mit Holger Bodendorf und Christian Jürgens als Jurymitglied beim Fernseh-Kochwettbewerb Game of Chefs bei VOX vor der Kamera. 2016 und 2017 nahm er an der VOX-Sendung Kitchen Impossible als Kochgegner von Tim Mälzer und Roland Trettl teil. Lohse ist Juror in der ZDF-Show Die Küchenschlacht und seit Januar 2017 auch Moderator dieser Sendung. Er wirkt auch in den Kochsendungen Kerners Köche im ZDF und Grill den Henssler bei VOX mit. Seit 2017 betreibt er einen Internethandel mit Lebensmitteln und -zubehör (Lohse Kost). Im September 2017 war Lohse Juror beim Promi-Special von The Taste. 2017 war er in der Kochshow Grill den Profi in einer Folge Profi-Koch. 2018 wirkte er an mehreren Episoden der ZDF-Sendung Stadt, Land, Lecker mit.
2020 war er Juror in der Sendung Hensslers Countdown bei RTL. Im selben Jahr nahm er an der Sendung Prominent und obdachlos und 2021 an der dritten Staffel der Reality-TV-Fernsehshow Die Alm teil.

## Auszeichnungen
- 2000: Aufsteiger des Jahres, Gault Millau
- 2000: Zwei Sterne im Guide Michelin für das Restaurant Die Windmühle in Bad Oeynhausen
- 2009: Berliner Meisterkoch 2009, Berlin Partner
- 2011, 2012: Großer Gourmet Preis Berlin, desas Agentur[22]
- 2007–2017: Zwei Sterne ab Guide Michelin 2008 für das Fischers Fritz in Berlin[10]
- 2010: 19 Punkte im Gault Millau für das Fischers Fritz

## Publikation
- Christian Lohse und Ingo Swoboda: Lohses Mundwerk. Suppen und Eintöpfe. Umschau Verlag, Neustadt an der Weinstraße 2015, ISBN 978-3-86528-695-6.

## Filme
- Griff nach den Sternen. Die neuen deutschen Kochstars. Dokumentarfilm, Deutschland, 2011, 208 Min., Buch und Regie: Ralph Quinke, Produktion: Spiegel TV, Erstsendung: 19. März 2011 bei VOX, Inhaltsangabe von Spiegel TV.
  Lohse wird unter anderem interviewt und ist bei einer Brotlieferung durch seinen Freund Jochen Gaues zu sehen.
- Rote Illusionen – Die Jagd nach der ehrlichen Tomate. Dokumentarfilm, Deutschland, 2014, 42:15 Min., Buch und Regie: Ralph Quinke, Produktion: Spiegel TV, Reihe: Wissen, Erstsendung: 6. März 2014 bei Pay-TV im Kabelnetz, Inhaltsangabe und online-Video von Spiegel TV.